# 君は海を見たか
君は海を見たか（きみはうみをみたか）は、1970年に日本テレビ系列で放送され、その後1971年に大映で上映され、さらに1982年にフジテレビ系列で放送された倉本聰脚本によるドラマ。

## あらすじ
一流企業のエリートサラリーマン・増子一郎は早くに妻を亡くし、一人息子の正一、妹の弓子と暮らしている。正一の世話は妹に任せきりで、家庭など顧みない仕事人間の一郎だったが、正一がウィルムス腫瘍で余命3ヶ月と医師に告げられてしまう。息子の病気をきっかけに、一郎は父と子のふれあいを取り戻そうとする。

## 主要登場人物
- 増子一郎

大和造船技術研究所に勤める技師。36歳。妻を交通事故で亡くし、息子・正一、妹・弓子と暮らしている。仕事一筋で家庭のことは顧みない。海中公園（海中展望塔）の建設に心血を注いでいる。
- 増子正一

一郎の息子。9歳、小学校3年生。自分を育ててくれた弓子に懐き、仕事一筋で気むずかしい父・一郎を怖がっている。野球好きの元気な少年だったが、ウィルムス腫瘍を発症し、余命3ヶ月と告げられてしまう。
- 増子弓子

一郎の妹。母を亡くした正一を母親代わりとなって育てた。新聞記者・門馬修と婚約している。家庭を顧みない一郎と父に懐かない正一のことを心配している。
- 立石俊彦

一郎の親友の建築設計士。一郎の新築する家を設計した。不治の病に罹った正一を心配し、一郎に父親としてのあり方を直言したり、弓子を励ましたりする。
- 秋元光男

正一の所属する野球チームの監督。練習を休みがちになり、友だちに嘘をつく癖のある正一を心配している。
- 木口博士

東亜大学病院の医師。腎臓の専門家で正一の余命を3ヶ月と宣告する。
- 為永博士

東亜大学病院の医師。正一の主治医を務める。
- 木宮佳子

日本航空の客室乗務員。一郎の婚約者だが、かつての恋人・加瀬乙彦に未練がある。
- 門馬修

東京日報運動部の記者で弓子の婚約者。
- 坂上部長

大和造船の技術部長。正一の病気を案じ、子どもとのふれあいの時間を取らせるため、仕事一筋の一郎を閑職に回す。
- 松下課長（フジテレビ版のみに登場）

一郎の直接の上司。仕事よりプライベートを優先させる生き方が社員たちから反感を買っていると同時に、一種のあこがれの目でも見られている。一郎と正一に渓流釣りの楽しさを教える。
- 大石先生

正一の担任。真っ黒に塗りつぶした海の絵を描いた正一の閉ざされた心を心配し、正一に対して父親らしいことをしてやるよう一郎に伝える。

## 日本テレビ版(1970年)

### 概要
- 日本テレビ系列で1970年8月31日から10月19日まで、月曜21時枠の『ファミリー劇場』内で全8回放送された[1]。
- 当時大ヒットしたものの、長年にわたりソフト化されていなかったが、2020年3月27日にDVDが発売された[2]。
- 原作シナリオは1982年春に理論社から出版された。
- 「モーレツ社員が自分の息子に海すら見せていなかった悔恨」がテーマとなっている。
- 一郎が取り組んでいる海中公園は和歌山県串本町に設定されている。
- 当時、読売ジャイアンツの現役選手だった長嶋茂雄、王貞治、高橋一三が、入院中の少年を励ます役として第5回にゲスト出演していた[3]。

### スタッフ
- 監督：井上芳夫
- 制作：大映テレビ室・日本テレビ

### 出演者
- 増子一郎：平幹二朗
- 増子正一：山本善朗
- 増子弓子：姿美千子
- 立石俊彦：本郷功次郎
- 木口博士：小栗一也
- 為永博士：早川雄三
- 矢部教授：下元勉
- 木宮佳子：野際陽子
- 門馬修：寺田農
- 加瀬乙彦：高橋昌也
- 立石洋子：高林由紀子
- 坂上部長：内藤武敏
- 大石先生：井川比佐志

| 日本テレビ系 ファミリー劇場 | 日本テレビ系 ファミリー劇場     | 日本テレビ系 ファミリー劇場 |
| 前番組                      | 番組名                          | 次番組                      |
| --------------------------- | ------------------------------- | --------------------------- |
| 乱れ雲                      | 君は海を見たか （日本テレビ版） | 坊っちゃん （竹脇無我版）   |

## 大映版(1971年)

### 概要
- 日本テレビ版の好評を受けて制作され、1971年5月5日に封切られた。

### 日テレ版(1971年)との相違点
- 一郎が取り組んでいる海中公園は高知県土佐清水市に設定されている。

### スタッフ
- 監督：井上芳夫
- 企画：久保寺生郎
- 撮影：中川芳久
- 音楽：池野成
- 美術：間野重雄
- 編集：中静達
- 録音：須田武雄
- スクリプター：薫森良民

### 出演者
- 増子一郎：天知茂
- 増子正一：山本善朗
- 増子弓子：寺田路恵
- 木口博士：内藤武敏
- 木宮佳子：阪口美奈子
- 矢部教授：中村伸郎
- 大石先生：中山仁

## フジテレビ版(1982年)

### 概要
- 日本テレビ版の放映から12年後、フジテレビの『金曜劇場』内で1982年10月15日から12月24日まで（全11回）放送された。
- 原作シナリオは1982年の秋、理論社から出版されている。
- 「自分の息子に海すら見せていなかったモーレツ社員が、それでは自分自身は海を見ていたのか?」という問いかけがテーマとなっている。
- 前年の『北の国から』のヒットを受けて制作された。演出も『北の国から』と同じ杉田成道や山田良明が担当している。
- 作者・倉本聰によると『北の国から』ブームにわく北海道富良野を訪れた、かつてのモーレツ社員で今は窓際族の男性たちの「何年も通っている通勤電車の、毎日目にしていたはずの車窓の景色を、閑職に回った今になって初めて眺めていることに気づき衝撃を受けた」という述懐が、新作の動機になったという。

### 日テレ版(1970年)、大映版(1971年)との相違点
- 一郎が取り組んでいる海中展望塔は沖縄県国頭村に設定されている。
- 日テレ版および大映版では、一郎は正一とふれあう時間を増やすため会社を辞めてしまうが、フジ版では海中展望塔の仕事を外されて閑職に回される設定になっている。
- 仕事人間ではないマイホーム社員・松下課長が、一郎や正一に新しい生きがいを知らせるキーパーソンとして新たに登場している。
- オープニングではショパンの『ワルツ第10番ロ短調（遺作）』が用いられている。
- 谷川俊太郎の詩『生きる』がテーマを象徴する重要な詩として用いられている。
- VTR制作となっている。日テレ版および大映版はフィルム制作である。

### エピソード
- 高橋恵子は、『太陽にほえろ!』で共演していた萩原健一との再会について「車の中で二人で話すシーンがあるんです。向こうはサラリーマン、こちらは古風な女という設定で、ちっとも毒気のない会話なんですよね。お互いに十年前とは（プライベートも役柄も）すっかり変わった、毒気が抜けちゃって、こういう普通の会話を二人でやるなんて“何かおかしいねえ”って笑い合ったんですよ」と語っている。
- 萩原健一は演技に集中するために、撮影中スタッフが台本をめくるかすかな音さえ出ないよう、美術やカメラマンなどその場の全てのスタッフに台本を暗記させ、憶えられないスタッフには霧吹きで台本を湿らせるという徹底ぶりをみせた。

### スタッフ
- プロデューサー：中村敏夫
- 演出：杉田成道、山田良明
- 音楽：朝川朋之

### 出演者
- 増子一郎：萩原健一
- 増子正一：六浦誠
- 増子弓子：伊藤蘭
- 立石俊彦：柴俊夫
- 秋元光男：田中邦衛
- 木口博士：下條正巳
- 為永博士：湯浅実
- 木宮佳子：関根恵子（第四話より「高橋惠子」で表記）
- 門馬修：高岡健二
- 加瀬乙彦：寺田農
- 立石洋子：水沢アキ
- 秋元勇：富士圭一
- 大石先生：小林薫
- 田所専務：増田純司
- 坂上部長：大木実
- 松下課長：梅宮辰夫
- 松村：新田昌玄
- 桜井：平泉征
- 谷岡婦長：松本典子
- 坂本看護婦：羽鳥靖子
- 吉田看護婦：戸川純
- 春子：秋川リサ
- 知念源吉：大友柳太朗
- 運転手：ガッツ石松

| フジテレビ 金曜劇場 | フジテレビ 金曜劇場             | フジテレビ 金曜劇場 |
| 前番組              | 番組名                          | 次番組              |
| ------------------- | ------------------------------- | ------------------- |
| 夕映え天使          | 君は海を見たか （フジテレビ版） | 早春スケッチブック  |